# Epacretron insolitum
Epacretron insolitum är en tvåvingeart som beskrevs av Quate 1967. Epacretron insolitum ingår i släktet Epacretron och familjen fjärilsmyggor. Inga underarter finns listade i Catalogue of Life.